# Nicolaas II van Opole
Nicolaas II van Opole (circa 1462 - Neisse, 27 juni 1497) was van 1476 tot 1497 hertog van Opole en Falkenberg. Hij behoorde tot de Silezische tak van het huis Piasten.

## Levensloop
Nicolaas II was de derde zoon van hertog Nicolaas I van Opole en diens echtgenote Agnes, dochter van hertog Lodewijk II van Brieg.
Na de dood van zijn vader in 1476 erfde Nicolaas II samen met zijn oudere broers Lodewijk en Jan II de hertogdommen Opole, Falkenberg en Strehlitz. Lodewijk overleed niet veel later. Terwijl Jan II het grootste deel van het hertogdom Opole zelfstandig bestuurde, regeerde Nicolaas II voornamelijk over het hertogdom Falkenberg. Nicolaas steunde de politiek die zijn broer voerde en beide broers slaagden erin om hun regeringsgebied uit te breiden: in 1477 kochten ze de stad Neustadt over van hertog Koenraad X van Oels, in 1494 bemachtigden ze de stad Gleiwitz en in 1495 de stad Tost. In 1481 verloren ze echter wel het hertogdom Brieg, toen hertog Frederik I van Liegnitz dit hertogdom voor 8.500 muntstukken en 1.500 dukaten aankocht.
In de buitenlandse politiek probeerde Nicolaas II een balans te vinden tussen de machtige Hongaarse koning Matthias Corvinus, die eveneens het koninkrijk Bohemen claimde, en de Boheemse koning Wladislaus II Jagiellon. Door de agressieve politiek die hij tegenover Matthias Corvinus voerde, werd hij in 1487 in Cosel gevangengezet en hij werd pas vrijgelaten na het betalen van een geldsom van 15.000 Hongaarse guldens. De relaties tussen Matthias Corvinus en Nicolaas II bleven echter tot diens dood in 1490 erg gespannen.
In juni 1497 werd er in Neisse een ontmoeting georganiseerd om het conflict tussen de hertogen van Opole en Teschen te beëindigen. Hierbij waren Nicolaas II, hertog Casimir II van Teschen en de bisschop van Breslau als belangrijkste hoofdrolspelers aanwezig. Om onbekende redenen liepen de gemoederen hoog op en probeerde Nicolaas om zowel Casimir II als de bisschop van Breslau neer te steken, wat de aanwezige adel en bedienden konden verhinderen. Nicolaas II vluchtte vervolgens naar de nabije Sint-Jacobskerk, die hij gebruikte als toevluchtsoord. Bij het altaar werd hij echter door enkele troepen gearresteerd en vervolgens opgesloten in de kerktoren. De edelen hielden daarop een lange vergadering over wat ze met de gevangene moesten doen. Uiteindelijk werd beslist om Nicolaas ter dood te veroordelen. Het proces vond volledig plaats in de Duitse taal, een taal die Nicolaas II niet machtig was. Het enige wat hij kon doen, was een brief schrijven naar zijn broer Jan II waarin hij hem al zijn bezittingen schonk. Op 27 juni 1497 werd hij met het zwaard onthoofd op de markt van Neisse. 
Nicolaas II bleef ongehuwd en kinderloos en werd volgens zijn laatste wil begraven in het franciscanenklooster van Opole. Toen zijn broer Jan II het nieuws van zijn executie te horen kreeg, begon hij een wraakexpeditie tegen hertog Casimir II van Teschen te organiseren. Een burgeroorlog in het hertogdom Silezië kon echter tegengehouden worden door de diplomatieke bewegingen van de Boheemse koning Wladislaus II Jagiellon.